# Aischrocrania multipilosa
Aischrocrania multipilosa är en tvåvingeart som först beskrevs av Kae Kyoung Kwon 1985.  Aischrocrania multipilosa ingår i släktet Aischrocrania och familjen borrflugor. Inga underarter finns listade i Catalogue of Life.